# Diocesi di Tursi-Lagonegro

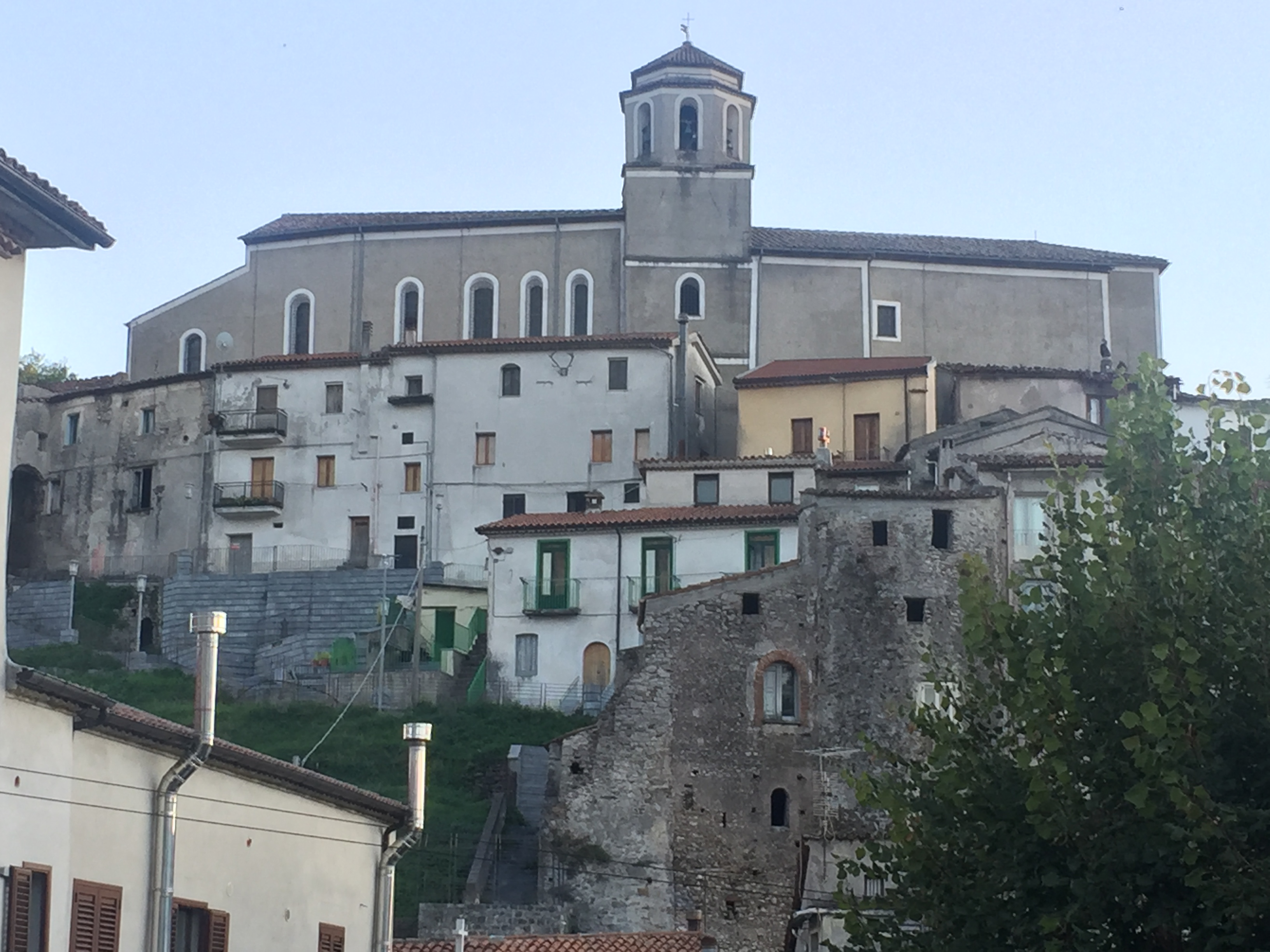
La concattedrale di Lagonegro

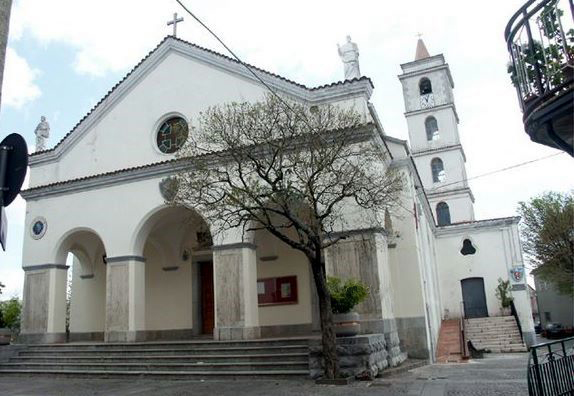
La basilica di Sant'Egidio Abate a Latronico.

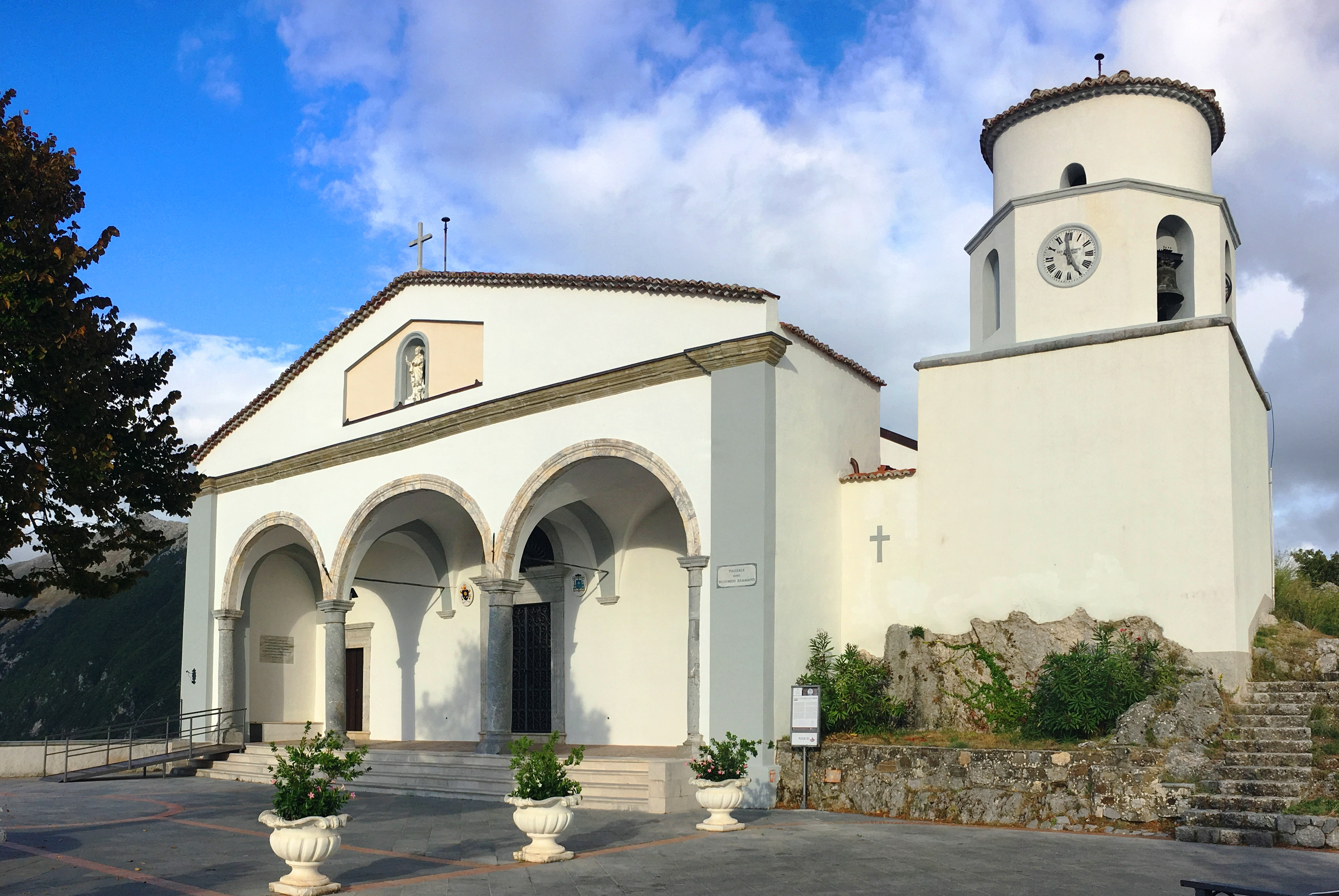
La basilica di San Biagio a Maratea.

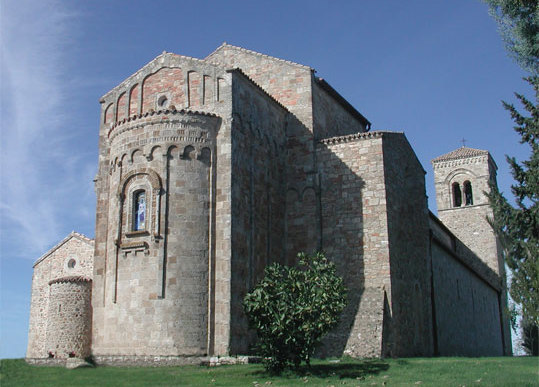
Il santuario di Santa Maria Regina di Anglona.

La diocesi di Tursi-Lagonegro (in latino Dioecesis Tursiensis-Lacunerulonensis) è una sede della Chiesa cattolica in Italia suffraganea dell'arcidiocesi di Potenza-Muro Lucano-Marsico Nuovo appartenente alla regione ecclesiastica Basilicata. Nel 2023 contava 123.700 battezzati su 124.690 abitanti. È retta dal vescovo Vincenzo Carmine Orofino.

## Territorio
La diocesi comprende 39 comuni della Basilicata di cui
- 7 comuni in provincia di Matera: Tursi, Colobraro, Nova Siri, Policoro, Rotondella, San Giorgio Lucano, Valsinni;
- 32 comuni in provincia di Potenza: Lagonegro, Calvera, Carbone, Castelluccio Inferiore, Castelluccio Superiore, Castelsaraceno, Castronuovo di Sant'Andrea, Cersosimo, Chiaromonte, Episcopia, Fardella, Francavilla in Sinni, Latronico, Lauria, Maratea, Moliterno, Nemoli, Noepoli, Rivello, Roccanova, Rotonda, San Chirico Raparo, San Martino d'Agri, San Severino Lucano, Sant'Arcangelo, Sarconi, Senise, Spinoso, Teana, Terranova di Pollino, Trecchina, Viggianello.

Sede vescovile è la città di Tursi, dove si trova la cattedrale dell'Annunziata. A Lagonegro sorge la concattedrale di San Nicola. In diocesi si trovano anche tre basiliche minori: il santuario di Santa Maria Regina di Anglona, antica cattedrale della diocesi, la basilica di Sant'Egidio Abate a Latronico e la basilica di San Biagio a Maratea.
Il territorio si estende su 2.509 km², suddiviso in 4 zone pastorali e 72 parrocchie:
- zona pastorale Jonica;
- zona pastorale Sinnica;
- zona pastorale Val d'Agri;
- zona pastorale Mercure "Tirrenica".

## Storia
Secondo la tradizione locale, la città di Anglona sarebbe diventata sede di cattedra vescovile di rito latino prima della città di Tursi e si attribuirebbe l'istituzione del vescovado a san Pietro o a san Marco, come scrive nel 1851 lo storico Antonio Nigro nella sua Memoria topografica ed istorica sulla città di Tursi e sull'antica Pandosia di Eraclea oggi Anglona.
Tuttavia la prima notizia storica di una diocesi in queste terre risale solo al X secolo. Nella sua Relatio de legatione Costantinopolitana, scritta nel 968, Liutprando da Cremona riferisce che in quel tempo il patriarca Polieucte di Costantinopoli ricevette dall'imperatore Niceforo Foca l'autorizzazione ad erigere la sede metropolitana di Otranto, dando al metropolita Pietro la facoltà di consacrare i vescovi suffraganei di Acerenza, di Tursi (Turcico), di Gravina, di Matera e di Tricarico. Non è chiaro se queste disposizioni abbiano avuto reale effetto, in quanto le Notitiae Episcopatuum del patriarcato di Costantinopoli menzionano una sola sede suffraganea di Otranto, quella di Tursi, mentre le altre diocesi ricordate da Liutprando gravitarono sempre nell'area di influenza latina.
Tra la fine del X secolo e i primi decenni dell'XI secolo, Tursi risulta essere una diocesi greca, in un territorio dove numerosi erano i monasteri greci. «Tutta l'area era stata interessata dalla diffusione del monachesimo greco a opera di monaci basiliani provenienti dalla Calabria e dalla Sicilia che, accompagnati da fama di santità, avevano dato vita nelle zone interne della costa ionica e del lagonegrese a numerose comunità monastiche… Tra i monaci più famosi si ricordano i santi Nilo, Saba, Luca, Vitale; tra i monasteri più importanti quello di Sant'Elia di Carbone, il cui abate ancora nel XII secolo esercitava la giurisdizione su tutte le comunità basiliane della Lucania.»
Il primo vescovo noto di Tursi è il greco Michele, documentato in un atto testamentario del 1050. Con la seconda metà dell'XI secolo, contestualmente al passaggio del territorio in mano normmana, la diocesi venne inserita nell'organizzazione ecclesiastica latina. Nella bolla concessa da papa Alessandro II nel 1068 ad Arnaldo di Acerenza, Tursi è elencata fra le suffraganee della nuova sede metropolitana acherontina, appartenenza che verrà confermata dai pontefici successivi.
Tra l'XI e il XII secolo, nel contesto di un consolidamento degli assetti ecclesiastici della regione, la sede vescovile venne trasferita ad Anglona, a pochi chilometri da Tursi. Il primo vescovo noto con il titolo Anglonensis è Pietro, menzionato in un diploma del 1110.
Nel corso del XII secolo, negli atti ufficiali sia ecclesiastici che civili, si alternano i titoli Anglonensis e Tursiensis. Nel 1121 è attestato un Giovanni, vescovo di Tursi, mentre nel 1144 e nel 1146 lo stesso vescovo, o un altro omonimo, è documentato come vescovo di Anglona. Negli atti pontifici diretti ai metropoliti di Acerenza da Pasquale II (1099-1118) a Innocenzo III (1198-1216) ricorre il nome di Tursi, mentre in diplomi regi del 1167 e del 1221 compare la ecclesia Anglonensis. Alcuni autori hanno ipotizzato la coesistenza per un certo periodo di due vescovi, quello greco a Tursi e quello latino ad Anglona, ipotesi che tuttavia appare controversa e non unanimemente condivisa.
L'elemento greco nella diocesi sopravvisse a lungo. All'inizio del XIII secolo il metropolita di Acerenza informò il pontefice che il capitolo di Anglona aveva eletto come vescovo il cantor della cattedrale di Tricarico, che era un greco, figlio di un sacerdote, e lui stesso sposato. Questo fatto testimonia come ancora in quel periodo la maggioranza del capitolo anglonese era costituito da soggetti di cultura, lingua e rito greco.
Sembra tuttavia che Anglona abbia mantenuto un ruolo secondario rispetto a Tursi. Nel 1219 l'abitato è qualificato come castrum e non come civitas, mentre nel 1221 è indicato come "casale", indizio di un progressivo spopolamento del territorio. Nel 1320, secondo quanto riporta Ughelli, il capitolo della cattedrale operava a Tursi, mentre anche i vescovi ben presto abbandonarono l'abitato di Anglona, dato alle fiamme nel 1369, per rifugiarsi a Chiaromonte.
Causa la decadenza della città di Anglona, con decreto concistoriale dell'8 agosto 1544, diretto al vescovo Berardino Elvino, papa Paolo III sancì il trasferimento della sede vescovile di Anglona nella città di Tursi. Sede della cattedra fu la chiesa di San Michele Arcangelo. Il decreto fu confermato da una bolla del medesimo pontefice del 26 marzo 1546, con il quale fu eretta a cattedrale la chiesa dell'Annunziata. Da questo momento la diocesi ebbe il nome di "diocesi di Anglona-Tursi".
Un primo embrionale seminario diocesano fu istituito dal vescovo Matteo Cosentino (1667-1702), ampliato dal successore Domenico Sabbatino (1702-1721).
Il 13 febbraio 1919 in seguito all'erezione dell'eparchia di Lungro, la diocesi di Anglona-Tursi cedette i paesi di lingua albanese e di rito bizantino che rientravano nel suo territorio, ossia Castroregio, Farneta, San Costantino Albanese e San Paolo Albanese.
Nel 1949 la diocesi si ampliò con i comuni di Craco e di Montalbano Jonico, in precedenza appartenuti alla diocesi di Tricarico.
Il 2 luglio 1954 la diocesi entrò a far parte della nuova provincia ecclesiastica dell'arcidiocesi di Matera; il 21 agosto 1976 divenne invece suffraganea dell'arcidiocesi di Potenza.
Con decreto della Congregazione per i Vescovi dell'8 settembre 1976, a seguito della creazione della Regione ecclesiastica Basilicata e per far coincidere i confini ecclesiastici con quelli delle regioni civili, Anglona-Tursi cedette alla diocesi di Cassano all'Jonio i comuni dell'Alto Ionio Cosentino di Alessandria del Carretto, Amendolara, Canna, Montegiordano, Nocara, Oriolo, Rocca Imperiale e Roseto Capo Spulico, ottenendo dalla medesima diocesi le parrocchie lucane dei comuni di Castelluccio Inferiore, Castelluccio Superiore, Rotonda, Viggianello e le parrocchie di Agromonte Magnano e Agromonte Mileo nel comune di Latronico; sul lato tirrenico della Basilicata sono stati annessi alla diocesi di Anglona-Tursi i comuni di Lagonegro, Latronico, Lauria, Maratea, Nemoli, Rivello e Trecchina appartenuti alla diocesi di Policastro. Con lo stesso decreto, Anglona-Tursi ha ceduto all'arcidiocesi di Matera i comuni di Craco, Montalbano Jonico e Scanzano Jonico, acquisendo i territori di Moliterno e Sarconi, appartenuti all'arcidiocesi di Potenza e Marsico Nuovo.
Lo stesso giorno, con il decreto Ex historicis, la Congregazione per i Vescovi ha mutato il nome della diocesi in Tursi-Lagonegro; e contestualmente Anglona è divenuta una sede titolare della Chiesa cattolica.

## Cronotassi
Si omettono i periodi di sede vacante non superiori ai 2 anni o non storicamente accertati.

### Vescovi di Tursi
- Michele † (menzionato nel 1050)[22]
- Enghelberto (o Inghilberto) † (prima del 1065 - dopo il 1068)[23]
- Leone †[24]
- Simeone † (prima del 1074 - dopo il 1102)[25]

### Vescovi di Anglona
- Pietro † (menzionato nel 1110)[7]
- Giovanni I † (menzionato nel 1121)[26]
- Giovanni II † (prima del 1144 - dopo il 1146)[26]
- Guglielmo I † (prima del 1167 - dopo il 1168)[27]
- Riccardo I † (menzionato nel 1172)[28]
- Roboano † (prima del 1179 - dopo il 1181)[29]
- Anonimo † (menzionato come electus nel 1203)[29]
- Anonimo † (menzionato nel 1215)[29]
- Anonimo † (menzionato come electus nel 1216)[29]
- Anonimo † (menzionato nel 1217 e nel 1218)[29]
  - Nicola † (prima del 9 marzo 1219) (vescovo eletto)[29]
- Pietro di Pisticci † (9 marzo 1219 - 20 dicembre 1221 deposto)[29][30]
- Anonimo † (20 dicembre 1221 - ?)[31]
- Roberto, O.Cist. † (prima del 1241 - prima del 14 maggio 1252 deceduto)[32]
  - Deodato di Squillace, O.F.M. † (19 dicembre 1253 - dopo il 9 dicembre 1255 deceduto) (vescovo eletto)[33]
- Giovanni Montefuscolo ? † (1254 - 1259 nominato vescovo di Nola)[34]
- Leonardo, O.Cist. † (prima del 1269 - dopo il 1274)[35]
- Gualtiero † (prima del 1295[36] - 22 giugno 1299 nominato arcivescovo di Taranto)
- Marco † (prima del 1302 - dopo il 1320)
- Silvestro da Matera † (1322 - ?)
- Angiolo ? † (1324 - ?)
- Francesco della Marra † (circa 1325 - 25 maggio 1330 nominato arcivescovo di Cosenza)
- Guglielmo II † (25 maggio 1330 - ? deceduto)
- Giovanni di Tricarico † (16 dicembre 1332 - ?)
- Riccardo II † (29 maggio 1344 - ? deceduto)
- Filippo I † (11 agosto 1363 - 1364 deceduto)
- Filippo II † (16 dicembre 1364 - dopo il 1395 deceduto)
- Giacomo † (17 maggio 1399 - 28 aprile 1400 nominato vescovo di Strongoli)
- Ruggiero de Marescolis † (28 aprile 1400 - ? deceduto)[37]
- Giovanni Caracciolo † (19 marzo 1418 - 1439 deceduto)
- Giacomo Casciano † (2 ottobre 1439 - ? deceduto)
- Ludovico Fenollet † (5 novembre 1466 - 13 febbraio 1467 nominato arcivescovo di Cagliari)
- Louis Fenollet † (27 gennaio 1468 - 14 settembre 1471 nominato arcivescovo di Nicosia) (per la seconda volta)
- Giacomo Fiascone † (24 aprile 1472 - 1500 deceduto)
- Giacomo di Capua † (1500 - 12 novembre 1507 dimesso)[38]
- Fabrizio di Capua † (12 novembre 1507 - circa 1510 dimesso)
- Giovanni Antonio Scozio † (24 aprile 1510 - 1528 deceduto)
  - Gianvincenzo Carafa † (31 agosto 1528 - 6 settembre 1536 dimesso) (amministratore apostolico)[39]
- Oliviero Carafa † (6 settembre 1536 - 1542 dimesso)
  - Guido Ascanio Sforza † (24 novembre 1542 - 20 dicembre 1542 dimesso) (amministratore apostolico)

### Vescovi di Anglona-Tursi
- Berardino Elvino † (20 dicembre 1542 - 11 luglio 1548 deceduto)
- Giulio De Grandis † (27 luglio 1548 - 1560 dimesso)
- Giovanni Paolo Amanio † (5 aprile 1560 - 1580 deceduto)
- Nicolò Grana † (1580 succeduto - 1595 deceduto)
- Ascanio Giacobazio † (10 aprile 1595 - 1609 dimesso)
- Bernardo Giustiniano † (15 giugno 1609 - circa 1616 deceduto)
- InnicoSiscara † (19 dicembre 1616 - 1619 deceduto)
- Alfonso Gigliolo † (17 giugno 1619 - 24 marzo 1630 decaduto)
- Giovanni Battista Deto † (9 settembre 1630 - agosto 1631 deceduto)
- Alessandro Deto † (26 aprile 1632 - gennaio 1637 deceduto)
- Marco Antonio Coccini † (15 gennaio 1638 - 19 febbraio 1646 nominato vescovo di Imola)
- Flavio Galletti, O.S.B.Vall. † (16 luglio 1646 - 26 novembre 1653 deceduto)
- Francesco Antonio De Luca † (1º giugno 1654 - 7 febbraio 1667 nominato arcivescovo titolare di Nazareth)
- Matteo Cosentino † (3 ottobre 1667 - 8 aprile 1702 deceduto)
- Domenico Sabbatino † (20 novembre 1702 - settembre 1721 deceduto)
- Ettore Quarti † (1º dicembre 1721 - 17 novembre 1734 nominato vescovo di Caserta)
  - Sede vacante (1734-1737)
- Giulio Capece Scondito † (26 gennaio 1737 - 30 ottobre 1762 deceduto)
- Giovanni Pignatelli † (24 gennaio 1763 - 24 luglio 1778 dimesso)
- Salvatore Vecchioni, C.O. † (14 dicembre 1778 - 28 ottobre 1818 deceduto)
- Arcangelo Gabriele Cela † (17 dicembre 1819 - 25 settembre 1822 deceduto)
- Giuseppe Saverio Poli † (20 dicembre 1824 - 29 giugno 1836 dimesso)
- Antonio Cinque † (19 maggio 1837 - 28 novembre 1841 deceduto)
- Gaetano Tigani † (22 luglio 1842 - 2 settembre 1847 deceduto)
- Gennaro Acciardi † (20 aprile 1849 - 14 marzo 1883 deceduto)
- Rocco Leonasi † (14 marzo 1883 succeduto - 30 aprile 1893 deceduto)
- Serafino Angelini † (12 giugno 1893 - 30 novembre 1896 nominato vescovo di Avellino)
- Carmelo Pujia † (9 gennaio 1898 - 30 ottobre 1905 nominato arcivescovo di Santa Severina)
  - Sede vacante (1905-1908)
- Ildefonso Vincenzo Pisani, C.R.L. † (10 febbraio 1908 - 3 gennaio 1912 dimesso[40])
- Giovanni Pulvirenti † (27 novembre 1911 - 19 agosto 1922 nominato vescovo di Cefalù)
- Ludovico Cattaneo, O.M.I. † (15 settembre 1923 - 6 luglio 1928 nominato vescovo di Ascoli Piceno)
- Domenico Petroni † (29 luglio 1930 - 1º aprile 1935 nominato vescovo di Melfi-Rapolla)
- Lorenzo Giacomo Inglese, O.F.M.Cap. † (5 maggio 1935 - 12 settembre 1945 dimesso[41])
- Pasquale Quaremba † (10 marzo 1947 - 20 giugno 1956 nominato vescovo di Gallipoli)
- Secondo Tagliabue † (25 gennaio 1957 - 22 agosto 1970 dimesso[42])
- Dino Tomassini † (23 agosto 1970 - 12 dicembre 1974 nominato vescovo di Assisi)
- Vincenzo Franco † (12 dicembre 1974 - 8 settembre 1976 nominato vescovo di Tursi-Lagonegro)

### Vescovi di Tursi-Lagonegro
- Vincenzo Franco † (8 settembre 1976 - 27 gennaio 1981 nominato arcivescovo di Otranto)
- Gerardo Pierro † (26 giugno 1981 - 28 febbraio 1987 nominato vescovo di Avellino)
- Rocco Talucci (25 gennaio 1988 - 5 febbraio 2000 nominato arcivescovo di Brindisi-Ostuni)
- Francescantonio Nolè, O.F.M.Conv. † (4 novembre 2000 - 15 maggio 2015 nominato arcivescovo di Cosenza-Bisignano)
- Vincenzo Carmine Orofino, dal 28 aprile 2016

## Statistiche
La diocesi nel 2023 su una popolazione di 124.690 persone contava 123.700 battezzati, corrispondenti al 99,2% del totale.
| anno | popolazione | popolazione | popolazione | presbiteri | presbiteri | presbiteri | presbiteri                | diaconi | religiosi | religiosi | parrocchie |
| anno | battezzati  | totale      | %           | numero     | secolari   | regolari   | battezzati per presbitero | diaconi | uomini    | donne     | parrocchie |
| ---- | ----------- | ----------- | ----------- | ---------- | ---------- | ---------- | ------------------------- | ------- | --------- | --------- | ---------- |
| 1959 | 118.000     | 118.800     | 99,3        | 76         | 71         | 5          | 1.552                     |         | 5         | 84        | 59         |
| 1969 | 115.148     | 117.498     | 98,0        | 56         | 56         |            | 2.056                     |         |           | 88        | 54         |
| 1980 | 127.900     | 137.000     | 93,4        | 89         | 72         | 17         | 1.437                     |         | 17        | 110       | 65         |
| 1988 | 133.116     | 134.099     | 99,3        | 97         | 73         | 24         | 1.372                     | 1       | 25        | 136       | 71         |
| 1999 | 131.665     | 132.565     | 99,3        | 89         | 69         | 20         | 1.479                     |         | 21        | 100       | 71         |
| 2000 | 131.500     | 132.500     | 99,2        | 92         | 72         | 20         | 1.429                     |         | 21        | 95        | 71         |
| 2001 | 131.500     | 132.500     | 99,2        | 89         | 70         | 19         | 1.477                     | 3       | 21        | 90        | 71         |
| 2002 | 131.500     | 132.500     | 99,2        | 88         | 72         | 16         | 1.494                     | 3       | 18        | 90        | 71         |
| 2003 | 131.500     | 132.500     | 99,2        | 80         | 66         | 14         | 1.643                     | 3       | 16        | 88        | 71         |
| 2004 | 131.500     | 132.500     | 99,2        | 79         | 67         | 12         | 1.664                     | 5       | 14        | 87        | 72         |
| 2010 | 124.942     | 125.942     | 99,2        | 80         | 67         | 13         | 1.561                     | 7       | 14        | 64        | 81         |
| 2014 | 127.100     | 128.200     | 99,1        | 82         | 74         | 8          | 1.550                     | 6       | 9         | 64        | 82         |
| 2017 | 124.000     | 125.600     | 98,7        | 79         | 75         | 4          | 1.569                     | 7       | 6         | 57        | 75         |
| 2020 | 124.942     | 125.942     | 99,2        | 83         | 79         | 4          | 1.505                     | 6       | 5         | 43        | 72         |
| 2022 | 124.942     | 125.942     | 99,2        | 80         | 76         | 4          | 1.561                     | 6       | 6         | 40        | 72         |
| 2023 | 123.700     | 124.690     | 99,2        | 75         | 71         | 4          | 1.649                     | 6       | 5         | 45        | 72         |